# God of War III
God of War III est un jeu vidéo d'action-aventure et hack n' slash développé par Santa Monica Studio et publié par Sony Computer Entertainment (SCE). D'abord sorti le 16 mars 2010 sur PlayStation 3 aux États-Unis, le jeu arrive en Europe le 17 mars, soit le lendemain. Cinquième opus de la série, il est le septième par ordre chronologique et la suite directe de God of War II. Largement inspiré de la mythologie grecque, le récit se passe en Grèce antique avec la vengeance comme thème central. Le joueur est aux commandes de Kratos, l'ancien dieu de la Guerre, après avoir été trahi par Zeus, roi des dieux Olympiens. Déclenchant une guerre totale entre Dieux et Titans, Kratos lance un assaut sur l'Olympe jusqu'à ce qu'il soit abandonné par Gaïa. Guidé par l'esprit d'Athéna, Kratos recherche Pandore, dans l'objectif d'ouvrir de nouveau la Boîte de Pandore et de se venger de Zeus une fois pour toutes. Sur son chemin, Kratos sera opposé aux dieux, titans et créatures de toute la Grèce, dont le destin basculera à la fin du récit.
Le gameplay est similaire à celui des opus précédents, se concentrant sur des combats à base de combo, grâce à l'arme principale de Kratos, les Lames de l'Exil, ainsi que des armes secondaires acquises au cours du récit. Les quick time events (QTE) sont encore inclus dans les combats, demandant au joueur de compléter des séquences précises avec la manette en un temps donné pour vaincre certains ennemis et les boss. Le joueur peut également utiliser jusqu'à quatre attaques magiques ainsi qu'une capacité qui booste la puissance, tout comme dans le premier opus et les éléments de puzzles et de plates-formes font également leur retour. De plus, God of War III présente un système de magie remanié, plus d'ennemis, un angle de caméra différent et un contenu additionnel.
God of War III a été applaudi par la critique dès sa sortie, avec des éloges pour son graphisme et son gameplay, bien que l'histoire ait reçue un accueil mitigé. Le jeu a reçu diverses récompenses, incluant celui du "Meilleur Jeu de la PS3" aux Spike Video Game Awards de 2010 ainsi que celui de la "Meilleure Direction Artistique" aux British Academy of Film and Television Arts (BAFTA) Video Game Awards. En termes de ventes, il s'agit du deuxième jeu le mieux vendu de la franchise ainsi que le dixième jeu le plus vendu de l'histoire de la PlayStation 3, avec plus de 5,2 millions d'exemplaires écoulés en juin 2012. En 2012, God of War III est inclus dans le jeu God of War Saga, également sorti sur PlayStation 3. Pour célébrer les 10 ans de la franchise, une version remasterisée du jeu, intitulée God of War III Remastered, est sortie sur PlayStation 4 le 14 juillet 2015 aux États-Unis et le lendemain en France. En juin 2023, cette version remasterisée s'est vendue à plus de 4 millions d'exemplaires. Après la sortie de deux préquelles, Ghost of Sparta (2010) et Ascension (2013), God of War III connaîtra une suite en 2018 intitulée God of War. Cette suite, servant de soft-reboot, introduira la mythologie nordique.

## Système de jeu
Le gameplay général des versions antérieures est amélioré tout en restant sensiblement le même : au fur et à mesure que Kratos affronte des dieux, il récupère des armes légendaires grâce auxquelles il peut utiliser des sorts magiques désormais associés aux armes. Par ailleurs, si le joueur change d'arme les déplacements de Kratos seront différents.
Dans les jeux de la série God of War, le héros conserve les pouvoirs spéciaux acquis dans les versions antérieures. C'est une particularité de cette série. Si les sorts magiques sont moins présents, l'arsenal dont dispose Kratos s'étoffe au fur et à mesure que les dieux tombent sous ses coups.
Le principe des armes secondaires du jeu précédent est abandonné pour des objets magiques : en plus de la Toison d'or protectrice, Kratos utilisera l'arc d'Apollon aux flèches enflammées, la tête d'Hélios dont le regard irradie de lumière, ou les bottes d'Hermès qui offrent à son porteur une grande vitesse, au point de pouvoir escalader un mur en courant.
Les capacités en bonus sont déblocables après avoir récupéré des reliques divines dispersées à travers le jeu: l'aigle de Zeus, le casque d'Hadès, le bouclier d'Hélios, la pièce d'Hermès, l'épaulette d'Hercule, la conque de Poséidon, la jarretière d'Aphrodite, l'anneau d'Héphaïstos, le calice d'Héra et les plans de Dédale.

## Trame

### Univers
Comme pour les opus précédents de la franchise, God of War III se situe dans une version alternative de la Grèce antique, peuplée par les dieux Olympiens et autres créatures de la mythologie grecque. Les événements du jeu se situent entre ceux de God of War II (2007) et God of War (2018). Plusieurs lieux sont explorés, tels que le mont Olympe, avec la tombe d'Arès, l'ancienne cité d'Olympie, le chemin d'Éos, le Labyrinthe, le Forum et les chambres des Dieux. On explore également les Enfers et le Tartare.

### Personnages
Kratos (Terrence C. Carson (en)), le protagoniste du jeu est un demi-dieu et guerrier spartiate devenu le dieu de la guerre après avoir tué Arès cherchant la vengeance après avoir été trahi par Zeus. Parmi les autres personnages se trouvent plusieurs dieux grecs dont Athéna (Erin Torpey (en)), la déesse de la sagesse ainsi que l'alliée et mentor de Kratos ; Zeus (Corey Burton), le roi des dieux et principal antagoniste ; Poséidon (Gideon Emery), le dieu de la mer et des océans ; Hadès (Clancy Brown), le dieu des enfers ; Héphaïstos (Rip Torn), le Forgeron des dieux ; Hermès (Greg Ellis), le messager des dieux réputé pour sa rapidité ainsi que le dieu des voyageurs et du commerce ; Hélios (Crispin Freeman (en)), le dieu du soleil ; Héra (Adrienne Barbeau), la reine des dieux ; et Aphrodite (April Stewart), déesse de l'amour et de la sensualité. Plusieurs titans sont présents, dont Gaia (Susan Blakeslee (en)), Cronos (George Ball), Épiméthée, Océan, et Persès. Les autres personnages sont Hercule (Kevin Sorbo), un demi-dieu et demi-frère de Kratos ; l'architecte Dédale (Malcolm McDowell) qui est également le père d'Icare ; et Pandore (Natalie Lander (en)), la fille artificielle d'Héphaïstos. Parmi les personnages mineurs se trouvent les trois juges des enfers : le roi Minos (Mark Moseley), le roi Rhadamanthe, et le roi Éaque ; Pirithoos (Simon Templeman), un prisonnier des enfers amoureux de Perséphone ; ainsi que Lysandra (Gwendoline Yeo) la femme de Kratos et sa fille Calliope (Debi Derryberry). Linda Hunt, qui interprétait Gaia dans le second volet, prête uniquement sa voix à la narratrice comme dans les autres jeux.

### Intrigue
Kratos, avec l'aide de Gaïa et des Titans, part à l'assaut du mont Olympe afin de se venger de Zeus. Celui-ci a rassemblé ses troupes, menées par Poséidon, Hermès, Hadès, Hélios et Hercule. Voyant que Kratos et Gaïa sont presque au sommet de l'Olympe, Poséidon lance un assaut contre eux mais est tué par Kratos, causant la montée des eaux partout en Grèce. Quand le Fantôme de Sparte rejoint finalement Zeus, ce dernier déchaîne sa foudre, blessant Gaïa au bras et provoquant leur chute à tous les deux. Kratos n'arrive pas à freiner sa chute et tombe dans le vide après que Gaïa ait refusé de l'aider en lui affirmant qu'il n'a toujours été qu'un pion pour elle et les Titans.
Tombant dans le Styx, Kratos perd la Lame de l'Olympe et les âmes des damnés l'affaiblissent. Néanmoins, Athéna, devenue une forme spirituelle supérieure après sa mort, apparaît et lui révèle que pour tuer Zeus, il devra éteindre la Flamme de l'Olympe. Sur ces mots, Kratos se méfie car la déesse a fait le sacrifice ultime pour protéger Zeus. Mais il accepte finalement son aide, désirant tuer Zeus par-dessus tout. Avant de s'en aller, Athéna transforme les armes de Kratos, qui deviennent les Lames de l'Exil. Il traverse les Enfers, tuant Pirithoos sur son chemin avant de se soumettre aux épreuves des trois Juges, Minos, Éaque et Rhadamanthe, qui acceptent finalement de le laisser continuer sa route plutôt que de le juger. Kratos rencontre ensuite Héphaïstos, banni aux Enfers par Zeus, qui explique au Spartiate que la Flamme de l'Olympe est mortelle pour tous ceux qui la touchent, y compris les dieux. Le Fantôme de Sparte rencontre également Pandore, qu'il prend initialement pour Calliope.
Parlant à travers une statue, Pandore demande à Kratos de la libérer. Prenant la Lame de l'Olympe plantée dans la statue, le Spartiate l'ignore et fonce au palais d'Hadès où celui-ci le défie au combat pour les morts de Poséidon, Athéna et Perséphone qu'il veut tous les trois venger. Kratos défait le roi des Enfers en absorbant son âme à l'aide de ses propres griffes. Par cet acte, il libère les âmes des damnés qui errent désormais sans but dans le monde des vivants. Ayant avec lui l'âme d'Hadès, Kratos retourne voir Héphaïstos. Celui-ci, comprenant qu'Hadès est mort, révèle au Spartiate que Zeus l'a emprisonné après la mort d'Arès et privé de sa fille, Pandore. Désirant la revoir, il demande à Kratos de la lui ramener mais celui-ci refuse, bien qu'il comprend les sentiments du dieu forgeron. Devant la sortie des Enfers, Kratos entend une mélodie de flûte avant d'être interpellé par Athéna, qui lui rappelle de se concentrer sur sa mission.
Il rejoint alors la surface et retrouve Gaïa, qui essaie de remonter au mont Olympe avec difficulté. Le Spartiate lui tranche la main par vengeance et celle-ci tombe dans le vide. Il est ensuite témoin du combat entre Hélios et le Titan Persès. Ce dernier bat le dieu du Soleil, qui réclame l'aide de Kratos, en échange de quoi le Spartiate lui demande l'emplacement de la Flamme de l'Olympe. Refusant initialement de l'aider, Hélios tente ensuite de duper Kratos avant de l'attaquer par surprise. Le Fantôme de Sparte arrache donc la tête du dieu à mains nues, provoquant la disparition du Soleil derrière d'épais nuages desquels tombent une pluie éternelle. Prenant la tête arrachée d'Hélios pour s'en servir de lanterne, Kratos continue son ascension et tue Persès avant de rejoindre les cavernes de l'Olympe. Sur place, il découvre qu'Hermès l'attendait. Le dieu messager provoque vilement Kratos, qui le poursuit jusqu'au sommet de la montagne.
Le Spartiate parvient à retrouver la Boîte de Pandore, prisonnière de la Flamme de l'Olympe. Athéna refait son apparition et révèle à Kratos que la boîte renferme le pouvoir le plus puissant : l'Espoir. Mais, incapable d'ouvrir la boîte prisonnière de la flamme, Kratos comprend que Pandore est la clé pour lui permettre de terrasser Zeus. Le Spartiate poursuit de nouveau Hermès et parvient cette fois à le piéger avant qu'il ne puisse continuer à courir. Il lui tranche les deux jambes, tuant finalement le dieu messager. Sa mort relâche la peste sur la Grèce et Kratos lui prend ses bottes. Le Fantôme de Sparte arrive ensuite au Forum, où il est accueilli par Héra qui refuse de lui révéler où se trouve Pandore avant d'envoyer Hercule pour le tuer. Après avoir tenté de dissuader son demi-frère, en vain, Kratos l'affronte et lui broie la tête avec ses propres armes, les Cestes de Némée, en fracassant le sol du Forum par la même occasion.
Tombant dans la chambre de Poséidon, Kratos est de nouveau contacté par Pandore, qui lui indique qu'elle se trouve dans le Labyrinthe. Mais elle est interrompue par Zeus avant qu'elle puisse lui en dire davantage. Kratos se rend ensuite dans la chambre d'Aphrodite. Celle-ci, désintéressée par le conflit qui règne sur l'Olympe, lui révèle que le Labyrinthe a été construit par Dédale et que seul Héphaïstos peut l'aider à continuer son chemin. Tout au long de la conversation, elle séduit le Fantôme de Sparte, après quoi celui-ci retourne aux Enfers voir le dieu forgeron. Celui-ci, initialement agacé de voir que Kratos a passé du temps avec son épouse, comprend rapidement qu'il recherche le Labyrinthe et s'énerve, lui interdisant d'approcher Pandore. Il révèle au Spartiate qu'il a lui même forgé la Boîte grâce à la chaleur de la Flamme de l'Olympe, y enfermant tous les maux du monde.
En voulant créer une clé, Héphaïstos créa accidentellement Pandore et la dissimula à Zeus, prétendant que la boîte serait en sécurité sur le dos de Cronos. Mais après que Kratos ait vaincu Arès grâce aux pouvoirs de la boîte, Zeus a compris la supercherie du dieu forgeron et l'a battu jusqu'à ce qu'il révèle l'existence de Pandore. Il les a ensuite fait tous deux prisonniers. Bien que Kratos privilégie la mort de Zeus à la sécurité de Pandore, Héphaïstos l'envoie chercher la pierre d'Omphalos au Tartare afin qu'il lui fabrique une arme. Sur place, il est confronté à Cronos, qui lui explique avoir été envoyé au Tartare par Zeus après la défaite d'Arès. Décidant de se venger du châtiment de son fils sur le Spartiate, il tente de l'écrabouiller avant de l'avaler. Kratos trouve la pierre d'Omphalos dans l'estomac du Titan et sort par son ventre grâce à la Lame de l'Olympe. Cronos, ayant les tripes à l'air, se fait sauvagement exécuter par le Fantôme de Sparte.
Comprenant que sa quête pour la pierre était un piège, Kratos retourne voir Héphaïstos qui lui construit le fouet de Némésis avant de l'attaquer avec. Le Spartiate tue donc le dieu forgeron qui le supplie d'épargner Pandore dans son dernier souffle. Retournant sur l'Olympe, Kratos est confronté par Héra qui lui reproche d'avoir transformé le monde en un immense chaos. Après avoir enfermé le Spartiate dans son jardin, ce dernier finit par sortir et brise la nuque de la reine des Dieux après qu'elle a insulté Pandore. La mort d'Héra provoque la fin de toute vie végétale. Kratos arrive finalement au Labyrinthe, où il trouve Dédale, prisonnier de sa propre création. Lorsqu'il apprend la mort de son fils, Icare, l'architecte se suicide de désespoir. Après avoir retrouvé et libéré Pandore de sa prison, Kratos plonge aux Enfers afin de briser la Chaîne de l'Olympe, qui retenait le labyrinthe entre les Enfers et le domaine des dieux, tuant les trois juges par la même occasion.
Kratos retourne au Labyrinthe, l'élevant jusqu'à la salle où se trouve la Boîte. Pandore, prête à se sacrifier en étouffant la Flamme, est freinée par le Fantôme de Sparte. Zeus intervient alors et attaque son fils, pendant que la jeune fille choisit de se jeter dans la flamme pour ouvrir la boîte. Cependant, celle-ci est vide, provoquant l'hilarité de Zeus à l'encontre du Spartiate, qui a fait tous ses efforts et sacrifié une vie innocente pour rien. Furieux comme jamais, l'ancien dieu de la Guerre retourne affronter son père en train de contempler le chaos du monde. Leur duel est interrompu par Gaïa, qui a survécu à sa chute et qui est bien décidée à tuer père et fils, qui continuent le combat dans les entrailles de la Titanide. Transperçant le corps de Zeus avec la Lame de l'Olympe, Kratos plante par la même occasion le cœur de Gaïa, provoquant la mort de celle-ci. Croyant avoir tué Zeus en même temps, Kratos est surpris par le retour de son père, qui l'attaque sous sa forme astrale.
Privé de ses armes et de sa puissance, Kratos est emprisonné dans son esprit, condamné à revivre ses plus mauvais souvenirs, jusqu'à ce qu'il soit sauvé par une vision de Pandore qui le guide à réveiller l'Espoir, avec quoi il parvient à se libérer et à prendre l'ascendant sur Zeus. Le forçant à retourner dans son corps, Kratos va le battre jusqu'à la mort, qui relâche une colonne d'éclairs dans le ciel. Regardant ensuite une Grèce apocalyptique ravagée par le chaos qu'il a engendré, Kratos est finalement interpellé par Athéna, lui demandant de lui remettre ce qu'il y avait dans la Boîte de Pandore. Quand Kratos lui révèle qu'elle était vide, Athéna refuse de le croire, expliquant que quand Zeus a scellé les maux du monde après la Grande Guerre, elle y a placé l'Espoir en même temps, ayant prévu qu'elle serait ouverte un jour. Mais elle réalise qu'il se trouve en Kratos depuis l'instant où il l'a ouverte pour vaincre Arès, les maux ayant corrompu les dieux par la même occasion. Athéna demande à Kratos de lui remettre l'Espoir afin qu'elle règne enfin sur la Grèce. Mais celui-ci refuse et préfère se donner la mort avec la Lame de l'Olympe, donnant ainsi l'espoir aux humains plutôt qu'à Athéna. Celle-ci est furieuse et déçue par le Spartiate, qui s'effondre dans un sourire de dédain.
Une scène post-générique montre que le corps de Kratos ne se trouve plus à l'endroit où il s'est empalé, ne laissant que la Lame de l'Olympe et une traînée de sang qui se dirige vers la mer.

## Développement
Le budget de God of War III est estimé à 35 millions d'euros, ce chiffre étant bien supérieur à un budget moyen d'un jeu monoplateforme dit "next-génération" estimé à 10 millions de dollars d'après M2 Research.
Une démo était jouable lors de l'E3 2009, celle-ci permettait d'arpenter un niveau se situant peu après le début du jeu. Le jeu y est présenté comme le dernier opus d'une trilogie sur la fin des dieux. La démo est disponible sur le PSN depuis le 25 février 2010. Le passage de la démo de l'E3 2009 est retravaillé dans la version finale, il ne s'agit donc pas d'un réel morceau du jeu.

### God of War III Remastered
En mars 2015, Sony annonce le développement d'une version remastérisée de l'opus sorti 5 ans plus tôt sur Playstation 3. Cette nouvelle version intitulée God of War III Remastered bénéficie d'une résolution native 1080p, et d'un framerate fixé à 60 images par seconde. Celle-ci sort en juillet 2015 sur PlayStation 4 dans le cadre du 10e anniversaire de la franchise,.

## Accueil

### Critique
Globalement, le jeu a reçu une excellente critique, assez unanime tant de la part des journalistes spécialisés que des journalistes généralistes.

### Vente
Le jeu s'est vendu à plus de 1,1 million d'exemplaires en un mois aux États-Unis, se plaçant en première place des ventes devant Pokémon Version SoulSilver et Final Fantasy XIII (PS3), deux jeux eux-mêmes issus de série à succès.
D'après VG Chartz le jeu comptabiliserait 3,912 millions d'exemplaires vendus en 70 semaines

### Récompenses
God of War III a été sacré meilleur jeu PS3 de l'année au Spike Video Game Awards 2010. Il a également reçu le prix de la meilleure réalisation.